# Salon de l'Entrepreneuriat Numérique et de l'Intelligence Artificielle
 (mai 2023).
Si vous disposez d'ouvrages ou d'articles de référence ou si vous connaissez des sites web de qualité traitant du thème abordé ici, merci de compléter l'article en donnant les références utiles à sa vérifiabilité et en les liant à la section « Notes et références ».
Le Salon de l'Entrepreneuriat Numérique et de l'Intelligence Artificielle en abrégé SENIA est un évènement béninois regroupant des acteurs des technologies de l'information et de la communication (TIC), des chefs d'entreprise du secteur du numérique et de l'intelligence artificielle.

## Description
Annoncé le 4 juillet 2022 par le secrétaire général adjoint du ministère du numérique et de la digitalisation et président du comité d'organisation du SENIA Gaspard Datondji, le Salon de l'Entrepreneuriat Numérique et de l'Intelligence Artificielle est lancé le 07 juillet 2022 par la Ministre du Numérique et de la Digitalisation, Madame Aurelie Adam Soulé Zoumarou accompagnée de son collègue Monsieur Modeste Tihounté Kérékou, ministre chargé des Petites et Moyennes Entreprises et de la Promotion de l'Emploi,,.
Les activités du SENIA sont regroupés en trois pôles : le pôle des panels et du réseautage time, le pôle des expositions, et le pôle des évènements spéciaux,.

## Evènements

### Édition de 2022
Du 07 au 09 juillet 2022 se déroule au Palais des Congrès de Cotonou la première édition du Salon de l'Entrepreneuriat Numérique et de l'Intelligence Artificielle, sur le thème de l'« Entrepreneuriat Numérique et les enjeux de l'Intelligence Artificielle pour le développement socio-économique de l'Afrique ». Il regroupe plus de 2500 invités dont 50 exposants, 10 pays et délégations avec plus de 100 stands et 10 heures d'expositions,.

### Édition de 2023

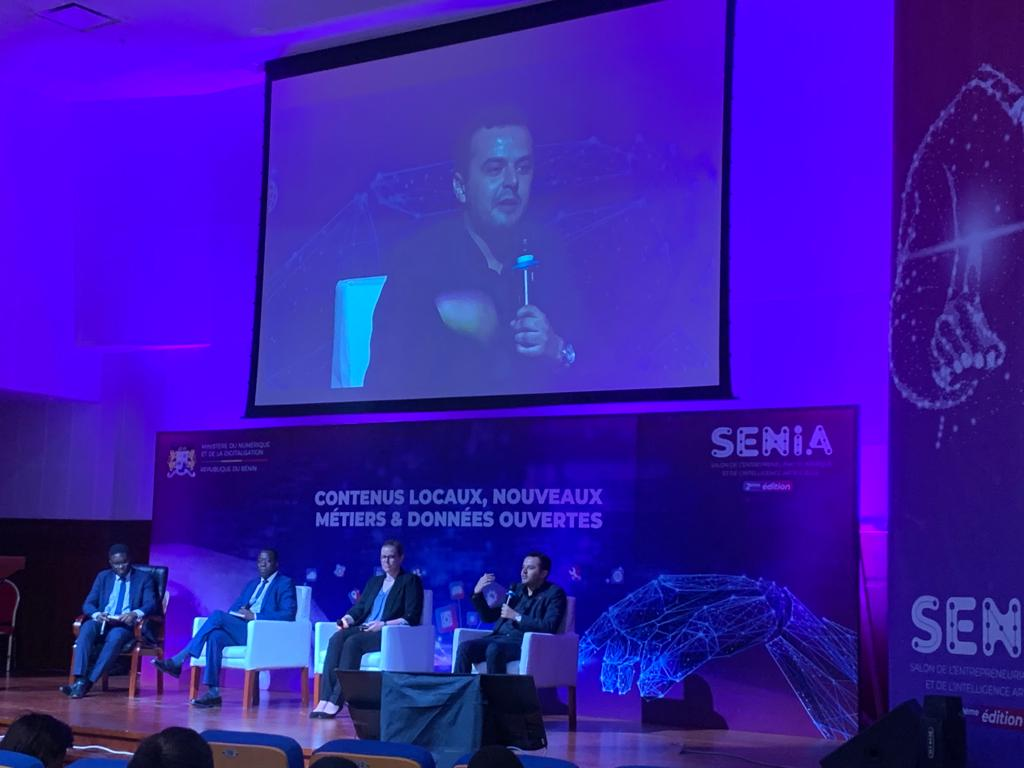
Séance de Visio-conférence du Salon de l'Entrepreneuriat Numérique et de l'Intelligence Artificielle

Le 11 mai 2023, la 2e édition du SENIA se tient au Palais des congrès de Cotonou et a pour thème les « Contenus locaux, nouveaux métiers et données ouvertes ». Il est parrainé par la Ministre du Numérique et de la Digitalisation, Aurelie Adam Soulé Zoumarou, accompagnée de son homologue Aminata Zerbo-Sabané du Burkina Faso et de ses collègues de la justice, des sports, du commerce et des affaires étrangères.
L'objectif de cette deuxième édition est de mettre la lumière sur les enjeux des données ouvertes en lien avec l'entrepreneuriat et l'intelligence artificielle, ainsi que les nouveaux métiers. À cette occasion, le directeur de l'Agence des Systèmes d'Information et du Numérique (ASIN) Aristide Adjinakou et le consultant en Intelligence artificielle appliquée, Isheero Mahuna Akplogan présentent le chatbot du gouvernement béninois (GPT BJ) pour répondre aux questions relatives au code général des impôts, au code du numérique, au code du travail et au code pénal du Bénin. Un stand d’exposition dédié aux start-ups numériques pour présenter leurs diverses innovations a été également mis en place,,,,,,,.
Plusieurs acteurs du numérique participent à l'événement dont: le Labs la GV, Women Edtech & Afria, SUNU Assurances, Agence Universitaire de la Francophonie, Celtiis, Bookconekt, Isocel Telecom, Blolab,,,,,,,.

### Édition de 2024
Sous le thème "IA et entrepreneuriat numérique : la convergence des possibilités", la 3ème édition du SENIA s'est déroulée du jeudi 16 mai au vendredi 17 mai 2024 au palais des Congrès de Cotonou. Cet événement a mis en lumière plusieurs initiatives, notamment des concours d'innovation et des hackathons visant à promouvoir les langues nationales telles que le Fon et le Dendi,.